# Location Free Player
LocationFree Player è un dispositivo Internet-based prodotto da Sony.
Questo dispositivo è usato per lo streaming su internet di: DVD, CATV e PVR.

## Funzionamento
Il LocationFree Player si collega ad Internet ed al dispositivo di cui fare lo streaming. L'utente si collega ad internet ed il contenuto viene trasmesso all'utente. La Sony offre supporto per la PSP, che può essere usata con il LocationFree Player. Per usare questa funzione è  necessario aggiornare la PSP con un Firmware maggiore di 2.70

## Hardware Associato
Il 13 settembre 2006 Sony ha presentato uno schermo LCD portatile, wireless e ricaricabile che può ricevere immagini da 30 metri di distanza dal location free player.

## Prodotti Simili
Il 12 settembre 2006 l'Apple Inc. svela dei dettagli su un progetto chiamato iTV, che permette di trasmettere dati ad una televisione via tecnologia wireless, ma non permette la trasmissione via internet.
La Slingbox della Sling media ha una simile funzione.